# R18-Radio Eighteen-
『R18-Radio Eighteen-』（アールじゅうはち レディオ・エイティーン）は、ZIP-FMで2008年3月31日から2010年3月31日まで放送されていた学生応援プログラムである。

## 放送時間
毎週月曜日 - 木曜日 21:00 - 24:00

## 内容
- 学生応援プログラムのため、プレゼントを学生以外が応募しても学生にしか当たらない。
- 毎日23:20頃、1曲を聴いて10点満点中何点かを、ZIP-FMにZIPPIEが電話をかけて採点する「音楽の採点」というコーナーがある。
- 「校内放送ジャック」という、昼食を食べている中学校・高校に『R18』のミュージックナビゲーターと『R18』のスタッフが校内ジャックをしに行く企画。
- 毎日「R's CHECK」という学生ZIPPIEに、学生の実態を暴くチェックを実施する。
- 毎日22:00過ぎに「R's VOICE」というウルトラR隊が登場し、ZIPPIEから頂いた指令に答えて、「R's VOICE」の最後には、『R18』のミュージックナビゲーターとウルトラR隊が「ヤッターマン」の替え歌の「ウルトラR隊の歌」を歌うというコーナー。
- 月曜日・火曜日の22:00は「ダンス10国」という、ZIPPIEから頂いたハッピーな出来事をDJなんたろう（南城大輔）が紹介して、ハッピーにさせるダンスナンバーを流した後は、誕生日のZIPPIEをなんたろうがお祝いをして、みんなで喜びを分かち合うコーナー。
- 水曜日・木曜日の22:00は、「10おくロック」という、ZIPPIEから頂いた怒りメッセージを澤田修がロックな声で紹介して、ZIPPIEから頂いた怒りが治まる曲のリクエストを紹介して、澤田が怒りメッセージを頂いたZIPPIEにアドバイスをロックな声で言う。
- 毎月18日には「R18の日」として、イベントを行っている。

## ミュージックナビゲーター
- 毎週月曜日・毎週火曜日：南城大輔
- 毎週水曜日・毎週木曜日：澤田修

## ウルトラR隊
- 毎週月曜日：第14回ZIP-FMミュージックナビゲーター・コンテストでグランプリを受賞した二階堂裕太隊員
- 毎週火曜日：日本語に慣れない、いつも「R's VOICE」の最後に南城大輔と「ヤッターマン」の替え歌のウルトラR隊の歌を歌わない山田めぐみ隊員
- 毎週水曜日：甘いマスクに似合わずメガネをかけていて、可愛い彼女が自慢で『R18』のADをしている成瀬博紀隊員
- 毎週木曜日：ふんわり妹系で、avex所属のモデルで、いつも「10おくロック」のコーナーでZIPPIEから頂いた怒りメッセージを紹介していて、GIRL NEXT DOORの千紗に似ている杉浦亜衣隊員